# Кувечичі

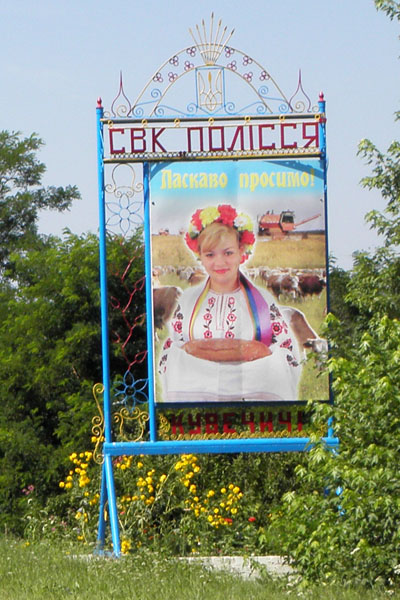
Дороговказ при дорозі

Куве́чичі — село в Україні, у  Новобілоуській сільській громаді Чернігівського району Чернігівської області. До 2018 орган місцевого самоврядування — Кувечицька сільська рада.
Населення становить 540 осіб.

## Історія
Село має давню історію, яка бере свій початок у сиву давнину. Походження і значення назви села достеменно невідомі. Імовірно, назва села походить від слов'янського «ковачич», що в перекладі на сучасну українську мову означає «коваль». Слово «ковачич» існує з незмінним значенням у ряді європейських мов, саме воно найбільш імовірно стало основою назви села, яка згодом трансформувалася. За переказами старожилів у селі здавна існували одна чи дві кузні, які, імовірно, у давні часи користувалися попитом у навколишнього населення.
Письмові згадки про село трапляються у різноманітних документах, ось деякі з них:
- У «Виписці з Коронної метрики, стосовно Київської, Волинської і Подільської губерний», складеної у 70-і роки XVII ст., читаємо:[1]:

|  | 1619 г. марта 12. В Любецком старостве предохранение для Мильковича кувечицкаго ґрунту и Борку над Пакулею (В Черниговском уезде в III стане речка Пакулька (Пакуль) и островокъ Бильдячинъ и пашни в Смолихове и Серхове с дубровами |

- У документі про продаж земель у наших краях знаходимо від 1572 року знаходимо:

|  | Я, Гришко Уласович, мещанин государский любецкий, воспол с братьею моею Филоном а Иваном, сознаваем сами на себе тим нашим листом, кому будет потреба того ведати, иж продали есмо по своей доброй воли, Евхиму Ивановичу Ревячичу часть свое земли пашенное проробленное… А при том листе были люде добріе и тому добре зведомые пан Григорий Иванович Юцович, а пан Богдан Милкович кувечицкій, бояре государские Любецкіе, а пан…… |

А також від 1610 року:
|  | Я, Лукаш Болотович, кувечицкій возній генерал воеводства Кіевского, а я, Ганна Милковичовна, молжонка его мененного пана Лукаша Болотовича, чиним явно и визнаваем сами продали пашню неподалеку Любеча священнику Пятницкому любецкому отцу Григорію Борисовичу |

Зрозуміло, що у середні віки село вже існувало і було досить великим. Згадується воно і у більш пізніх документах, що дозволяє стверджувати існування села з незмінною назвою з сивої давнини і до наших днів.
За даними на 1859 рік у козацькому й власницькому селі Чернігівського повіту Чернігівської губернії мешкало 754 особи (380 чоловічої статі та 374 — жіночої), налічувалось 90 дворових господарств.
Станом на 1886 у колишньому державному й власницькому селі Довжицької волості мешкало 1002 особи налічувалось 224 дворових господарства, існували постоялий будинок, лавка, вітряний млин, крупорушка, маслобійний завод.
У 1888 році була збудована церква Святого Духа
За переписом 1897 року кількість мешканців зросла до 1146 осіб (580 чоловічої статі та 566 — жіночої), з яких 1138 — православної віри.

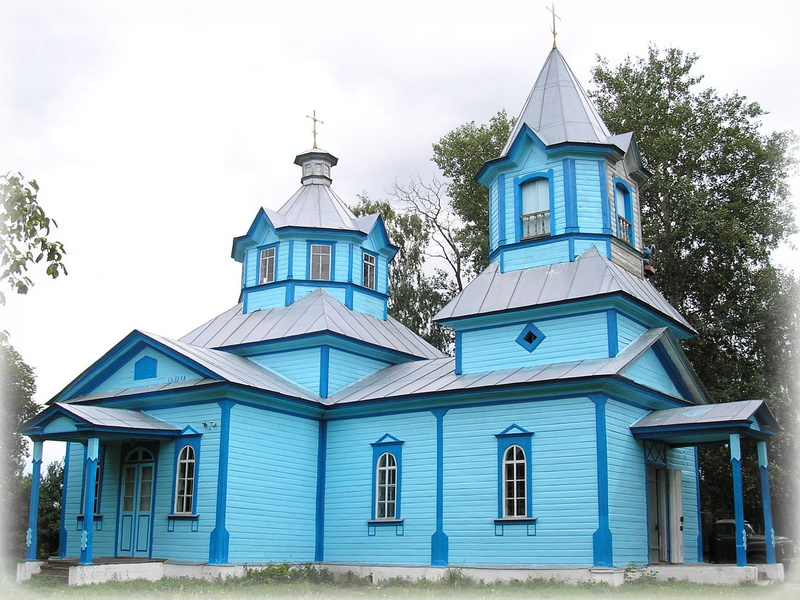
Церква Св. Духа, XIX ст.

28 квітня 1943 року нацистами було спалено 270 дворів села Кувечичі, розстріляно 160 жителів.
12 червня 2020 року, відповідно до розпорядження Кабінету Міністрів України № 730-р «Про визначення адміністративних центрів та затвердження територій територіальних громад Чернігівської області», увійшло до складу Новобілоуської сільської громади.
19 липня 2020 року, в результаті адміністративно - територіальної реформи та ліквідації колишнього Чернігівського району, село увійшло до складу новоутвореного Чернігівського району Чернігівської області.

## Відомі уродженці
- Ланько Андрій Іванович (1915 — 1988) — український фізико-географ, кандидат географічних наук, доцент Київського національного університету імені Тараса Шевченка.